# 鹅耳枥
鹅耳枥（学名：Carpinus turczaninowii）是桦木科鹅耳枥属的植物。别名穗子榆、岩四手。

## 形态
落叶乔木。卵形或卵状椭圆形叶片，有重锯齿，侧脉8～12对，下面沿叶脉常有长毛。春季开花，雌雄同株，葇荑花序。果序上有多数叶状果苞。小坚果生于果苞基部。

## 分布
分布于朝鲜、日本以及中国大陆的河北、山东、陕西、甘肃、河南、辽宁、山西等地，生长于海拔500米至2,000米的地区，多生于山顶、山坡、山谷林中及贫瘠山坡，目前尚未由人工引种栽培。

## 异名
- Carpinus turczaninowii Hance var. chungnanensis P. C. Kuo
- Carpinus turczaninowii Hance var. stipulata (H. Winkl.) H. Winkl.